# Dayton (Maine)
Dayton – miasto w Stanach Zjednoczonych, w stanie Maine, w hrabstwie York.